# Fossa (Itália)
Fossa é uma comuna italiana da região dos Abruzos, província de Áquila, com cerca de 661 habitantes. Estende-se por uma área de 8 km², tendo uma densidade populacional de 83 hab/km². Faz fronteira com Barisciano, L'Aquila, Ocre (Abruzos), Poggio Picenze, Sant'Eusanio Forconese.

## Demografia
| Variação demográfica do município entre 1861 e 2011                               |
|                                                                                   |
| Fonte: Istituto Nazionale di Statistica (ISTAT) - Elaboração gráfica da Wikipedia |